# Запах

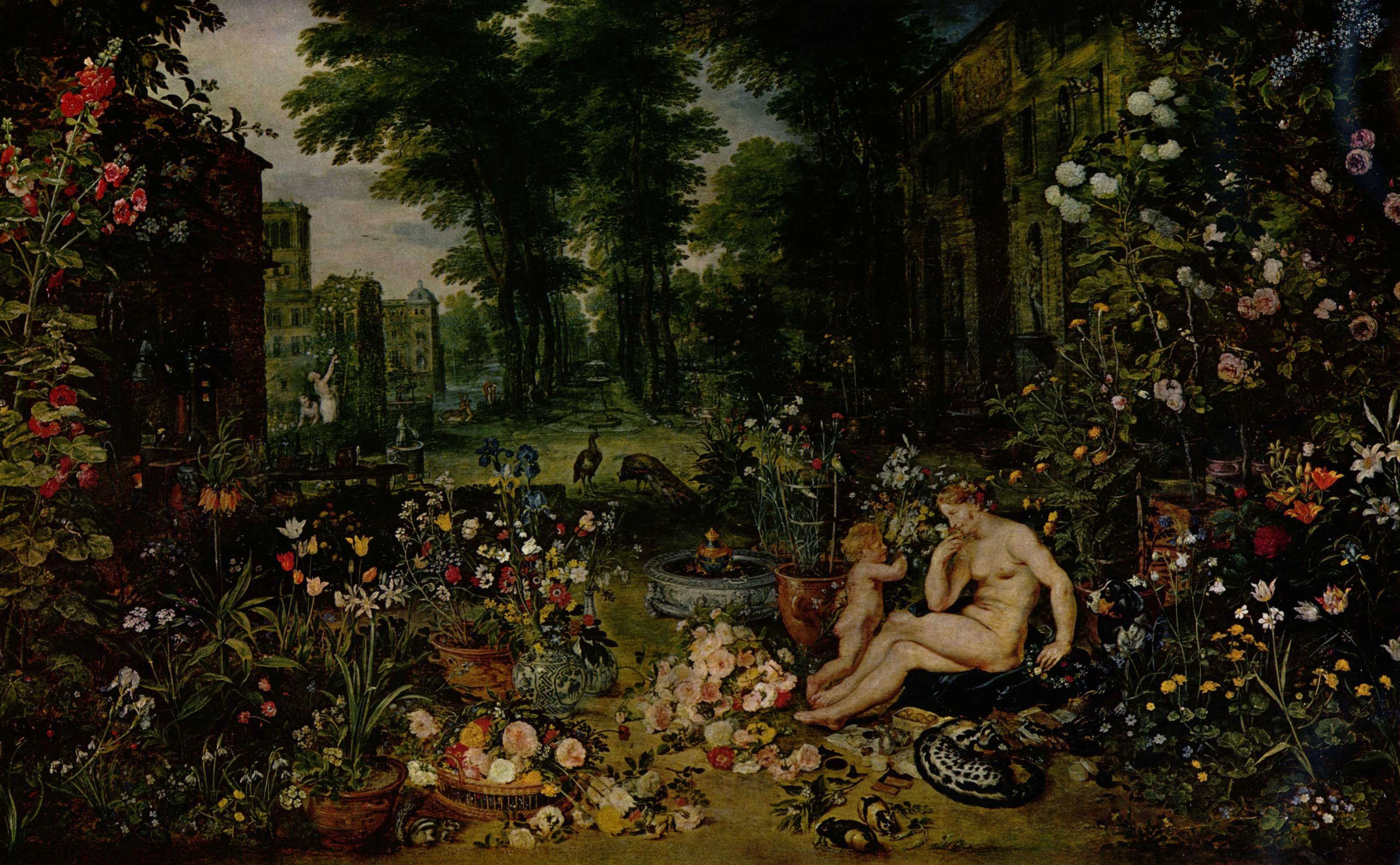
Ян Брейгель Старший. Запах. Близько 1617. Музей Прадо. Мадрид

За́пах — особливе відчуття присутності деяких летких речовин у повітрі,  що здійснюються хімічними рецепторами нюху (див. хеморецепція), що знаходяться в носовій порожнині людини або тварин.
Комахи теж відчувають запах, але механізм хеморецепції в них дещо інший.

## Роль запахів у житті людини
Через нюх можна здійснювати вплив на людину. Ще в давні часи запах використовувався при виконанні різних релігійних обрядів, магії, чаклуванні. Запахи через нюх людини впливають на слинні залози, а потім і на органи травлення. Це допомагає за допомогою нюху визначати якість харчових продуктів.

## Види запахів
Запахи ділять на три умовні групи: приємні, неприємні і байдужі. Цей поділ є індивідуальним, приємні запахи для одного можуть бути неприємними для іншого і навпаки. Так, одним подобається запах дьогтю, іншим — цибулі та часнику, гнилий запах у сирі Рокфор. 
Позитивна дія на організм спричиняться в основному приємними, нерізкими запахами в невеликій концентрації в повітрі, які піднімають працездатність і настрій людини. Для більшості людей неприємні різкі запахи (диму від поганого тютюну, поту) заважають зосередитися в роботі. Байдужі запахи — це ті, до яких людина звикла і не сприймає у повсякденому житті (це звичайний запах повітря, запах свого житла). Ступінь сприйняття запахів, як і музики та живопису, не в усіх однаковий.